# Bouville (Sena Marítim)
Bouville és un municipi francès situat al departament del Sena Marítim i a la regió de Normandia. L'any 2007 tenia 914 habitants. Pertany a la comarca del país de Caux.

## Història
Vers el 1210 el rei Felip August va donar les terres de Bouville, com a senyoria, a la família Harcourt. Va passar per les mans dels vescomtes de Benauges i va anar a parar a la família Martel. Més tard va anar als senyors de Beuzevillette dels que, per l'enllaç amb els Fumechon, van sorgir sis branques, una d'elles els senyors de Bouville iniciada per Vincent de Civille, mort el 1661, al que va succeir el seu fill Vicent II i després la filla Francesca, que va aportar la senyoria a la família Jubert, essent senyor després del 1664 Miquel Andreu que fou marques de Clères-Panilleuse per compra. El va succeir el seu fill Lluís Guillem que va donar Bouville a sa germana que es va casar amb Lluís Grossin senyor de Saint Thurien, que vers el 1720 fou senyor de Bouville. El va seguir el seu fill Joan, i després el fill d'aquest Pere Joan; va seguir el seu fill Lluís Jaume, que va construir un castell notable; la senyoria es va acabar el 1789 però els Grossin van conservar el títols i els béns privats.

### Població
El 2007 la població de fet de Bouville era de 914 persones. Hi havia 338 famílies de les quals 52 eren unipersonals (24 homes vivint sols i 28 dones vivint soles), 123 parelles sense fills, 143 parelles amb fills i 20 famílies monoparentals amb fills.
La població ha evolucionat segons el següent gràfic:
Habitants censats

### Habitatges
El 2007 hi havia 363 habitatges, 348 eren l'habitatge principal de la família, 2 eren segones residències i 13 estaven desocupats. 357 eren cases i 4 eren apartaments. Dels 348 habitatges principals, 316 estaven ocupats pels seus propietaris, 30 estaven llogats i ocupats pels llogaters i 2 estaven cedits a títol gratuït; 1 tenia una cambra, 3 en tenien dues, 36 en tenien tres, 89 en tenien quatre i 220 en tenien cinc o més. 308 habitatges disposaven pel capbaix d'una plaça de pàrquing. A 142 habitatges hi havia un automòbil i a 188 n'hi havia dos o més.

### Piràmide de població
La piràmide de població per edats i sexe el 2009 era:
| Homes | Edats   | Dones |
| ----- | ------- | ----- |
| 0     | 95 o +  | 4     |
| 0     | 90 a 94 | 0     |
| 0     | 85 a 89 | 4     |
| 4     | 80 a 84 | 8     |
| 4     | 75 a 79 | 0     |
| 32    | 70 a 74 | 32    |
| 20    | 65 a 69 | 12    |
| 20    | 60 a 64 | 28    |
| 32    | 55 a 59 | 24    |
| 44    | 50 a 54 | 64    |
| 60    | 45 a 49 | 48    |
| 36    | 40 a 44 | 32    |
| 28    | 35 a 39 | 44    |
| 28    | 30 a 34 | 20    |
| 20    | 25 a 29 | 36    |
| 44    | 20 a 24 | 20    |
| 36    | 15 a 19 | 36    |
| 40    | 10 a 14 | 24    |
| 28    | 5 a 9   | 32    |
| 8     | 0 a 4   | 36    |

## Economia
El 2007 la població en edat de treballar era de 618 persones, 447 eren actives i 171 eren inactives. De les 447 persones actives 414 estaven ocupades (222 homes i 192 dones) i 33 estaven aturades (14 homes i 19 dones). De les 171 persones inactives 84 estaven jubilades, 49 estaven estudiant i 38 estaven classificades com a «altres inactius».

### Ingressos
El 2009 a Bouville hi havia 344 unitats fiscals que integraven 872,5 persones, la mediana anual d'ingressos fiscals per persona era de 20.712 €.

### Activitats econòmiques
Dels 21 establiments que hi havia el 2007, 1 era d'una empresa alimentària, 4 d'empreses de construcció, 7 d'empreses de comerç i reparació d'automòbils, 2 d'empreses de transport, 2 d'empreses d'hostatgeria i restauració, 2 d'empreses financeres, 1 d'una empresa immobiliària i 2 d'empreses de serveis.
Dels 3 establiments de servei als particulars que hi havia el 2009, 1 era un taller de reparació d'automòbils i de material agrícola i 2 lampisteries.
Dels 2 establiments comercials que hi havia el 2009, 1 era una botiga de menys de 120 m² i 1 una joieria.
L'any 2000 a Bouville hi havia 23 explotacions agrícoles que ocupaven un total de 1.125 hectàrees.

## Equipaments sanitaris i escolars
El 2009 hi havia una escola elemental.

## Poblacions més properes
El següent diagrama mostra les poblacions més properes.